# Riedenthal
Riedenthal ist eine Ortschaft und eine Katastralgemeinde der Stadtgemeinde Wolkersdorf im Weinviertel im Bezirk Mistelbach in Niederösterreich. Die Ortschaft hat 427 Einwohner (Stand 1. Jänner 2024). Bis Ende 1966 war Riedenthal eine eigenständige Gemeinde.

## Geografie
Das zwischen dem Scheibenberg im Norden und dem Wartberg im Süden situierte Dorf besteht im Kern aus zwei Häuserzeilen beiderseits des Riedenbaches, der in den westlich des Dorfes nach Süden fließenden Rußbach entwässert. Erreichbar ist es über die aus der Brünner Straße abzweigenden Landesstraße 3103.

## Geschichte
In einer Urkunde über die Vereinigung der Pfarren Ulrichskirchen und Riedenthal aus dem Jahr 1330 wird der Ort erstmals genannt. Er dürfte somit im 12. Jahrhundert entstanden sein. Die ursprüngliche Anlage war vermutlich immer wieder von Hochwässern betroffen, sodass neue Ortsbewohner auf Terrassen über dem Ortskern siedelten.
Laut Adressbuch von Österreich waren im Jahr 1938 in der Ortsgemeinde Riedenthal ein Bäcker, eine Gastwirtin, ein Gemischtwarenhändler, drei Marktfahrer, eine Milchgenossenschaft, eine Schneiderin und zwei Schuster ansässig.
Mit 1. Jänner 1967 wurde im Zuge der Niederösterreichischen Kommunalstrukturverbesserung die bis dahin selbständige Gemeinde Riedenthal nach Wolkersdorf eingemeindet.

## Persönlichkeiten
- Leopold Weinhofer (1879–1947), Tischler, Eisenbahner, Bürgermeister von Schwechat und Abgeordneter zum Landtag
- Manfred Buchinger (* 1952), österreichischer Haubenkoch, betreibt hier das Gasthaus Zur Alten Schule